# IC 4376
IC 4376 — галактика типу *3 (потрійна зірка) у сузір'ї Центавр.
Цей об'єкт міститься в оригінальній редакції індексного каталогу.